# リボウィリア
リボウィリア（Riboviria）またはリボウイルス域は、2018年に国際ウイルス分類委員会（ICTV）によって提案された、RNA依存性RNAポリメラーゼないしRNA依存性DNAポリメラーゼ（逆転写酵素）によってゲノムが複製されるウイルスを含む分類群。下位分類として、典型的なRNAウイルスを含むオルソルナウイルス界と、逆転写過程を持つパラルナウイルス界、およびそれらに含まれないいくつかの科などが含まれる。
ボルティモア分類における、III. 二本鎖RNAウイルス、IV. 一本鎖プラス鎖RNAウイルス、V. 一本鎖マイナス鎖RNAウイルス、更には逆転写過程を含む一部のDNAウイルスまでもを含む非常に多様なグループであるが、単一の共通祖先を有していると考えられている。

## 分類
2019年に国際ウイルス分類委員会（ICTV）によって提案された分類は以下のとおりである

### オルソルナウイルス界
RNA依存性RNAポリメラーゼによって複製されるRNAウイルスを含む。
- オルソルナウイルス界 Orthornavirae
  - ドゥプロルナウイルス門 Duplornaviricota - 2本鎖RNAゲノムを持つ
  - キトリノウイルス門 Kitrinoviricota - プラス鎖RNAゲノムを持つ真核生物に感染するウイルス
  - レナルウイルス門 Lenarviricota - プラス鎖RNAゲノムを持つ原核生物に感染するウイルス
  - ネガルナウイルス門 Negarnaviricota - マイナス鎖RNAゲノムを持つ
  - ピスウイルス門 Pisuviricota - プラス鎖RNAもしくは2本鎖RNAゲノムを持つ

### パラルナウイルス界
レトロウイルスや、レトロトランスポゾン、増殖の過程で逆転写を含むDNAウイルスなどを含む。
- パラルナウイルス界 Pararnavirae
  - アルトウェルウイルス門 Artverviricota

### 未分類の科など
- Polymycoviridae - 二本鎖RNAウイルス
- サルスロウイルス科 Sarthroviridae - プラス鎖RNAゲノムを持つウイルス
- Albetovirus
- Aumaivirus
- Papanivirus
- Virtovirus